# Miguel Ángel Alonso

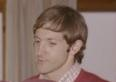
Miguel Ángel Alonso in 1981

Miguel Ángel Alonso Oyarbide (Tolosa, 1 februari 1953), voetbalnaam Periko Alonso is een voormalig Spaans profvoetballer en voetbalcoach. Hij is de vader van Xabi en Mikel Alonso, die beiden eveneens profvoetballer zijn.

## Clubvoetbal
Periko Alonso begon als profvoetballer in 1974 bij San Sebastián CF. In 1977 vertrok hij naar Real Sociedad, waar de Bask in 1981 en 1982 landskampioen werd. Periko Alonso speelde van 1982 tot 1985 bij FC Barcelona. De middenvelder won met Barça drie prijzen: de Copa del Rey (1983), de Copa de la Liga (1983) en de landstitel (1985). Hij beëindigde in 1988 bij Centre d'Esports Sabadell zijn loopbaan als profvoetballer.

## Nationaal elftal
Periko Alonso speelde twintig interlands voor het Spaans nationaal elftal. Hij debuteerde op 24 september 1980 tegen Hongarije en de middenvelder speelde op 5 juli 1982 tegen Engeland op het WK in eigen land zijn laatste interland. Zijn eigen doelpunt maakte Periko Alonso op 18 november 1981 tegen Polen.

## Loopbaan als coach
Periko was tussen 1989 en 2000 als coach werkzaam bij Tolosa CF, San Sebastián CF, SD Beasain, SD Eibar (1995-1998) en Hércules CF (1998-2000). Na een mislukte periode als hoofdcoach van Real Sociedad in 2000, waar hij al na tien wedstrijden vertrok, stopte de Bask als voetbalcoach.
1 Arconada  ·
2 Camacho ·
3 Gordillo ·
4 Alonso ·
5 Tendillo ·
6 Alexanco ·
7 Juanito ·
8 Joaquín · 
9 Satrústegui ·
10 Zamora ·
11 López Ufarte ·
12 Urquiaga ·
13 Jiménez ·
14 Maceda ·
15 Saura ·
16 Sánchez ·
17 Gallego ·
18 Uralde ·
19 Santillana ·
20 Quini ·
21 Urruti ·
22 Miguel Ángel ·
Coach: Santamaría